# Hastière-par-delà
Hastière-par-delà (en wallon Astire) est une section de la commune belge d'Hastière située en Région wallonne dans la province de Namur.
C'était une commune à part entière avant la fusion des communes de 1977.

## Évolution démographique
- Source: DGS, 1831 à 1970=recensements population, 1976= habitants au 31 décembre

## Histoire

### Histoire de l'église abbatiale Saint-Pierre

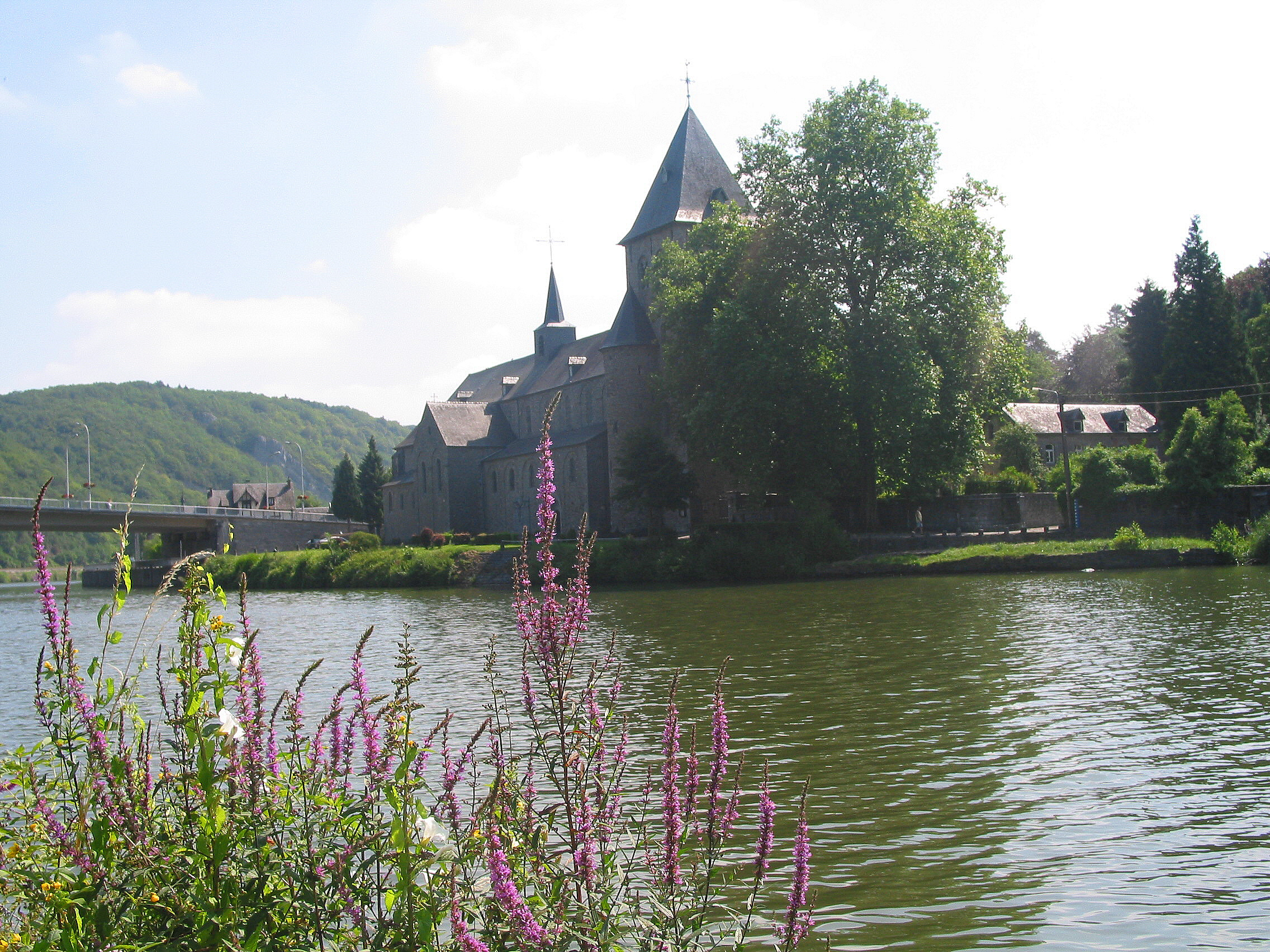
L'église abbatiale Saint-Pierre (XIe siècle)

L’église abbatiale d’Hastière-par-delà est l'une des plus anciennes églises de la région wallonne. Elle est construite en style roman-mosan de 1033 à 1035, elle semble épouser par sa douceur même celle de la Meuse, grâce à cet art mosan qui est un des grands chapitres que la Wallonie ait écrit dans l’histoire de l’art européenne.
La Meuse dont François Bovesse chanta la douceur, a pourtant vu souvent s’allumer les incendies de l’Histoire : Dinant détruite deux fois (1466, 1914), Liège soumise à une sorte d’extermination en 1468, etc. Le monastère proche de l’église a d'ailleurs été incendié partiellement en 1568 par les huguenots français.

#### Une église proposée comme le sanctuaire de la Wallonie
La fascination pour l’église d’Hastière a été telle que, quelques années avant 1914, on a voulu en faire un centre culturel de la Wallonie. On y aurait résumé l’histoire religieuse et artistique de la Meuse qui a été au centre de l’Europe intellectuelle avec Liège.
C’était Auguste Donnay qui devait en peindre les murs. Il a en tout cas réalisé un triptyque de 2 mètres sur 6 mètres racontant la légende Saint Walhère. La guerre de 1914 enterra le projet.
On trouve dans ce projet wallon des gens de tous horizons. (1)

#### Lesatrocités allemandesde 1914
Le curé d’Hastière, l’abbé Schlögel, également inspirateur de ce projet, fut assassiné par les Allemands le 24 août 1914 comme dix-huit autres de ses paroissiens, parmi lesquels, Honoré Ponthière, fondateur de l'institut Electro-mécanique de l'Université de Louvain, par des hommes des 103e, 104e et 133e régiments d'infanterie de l'armée allemande. 98 bâtiments sont également détruits

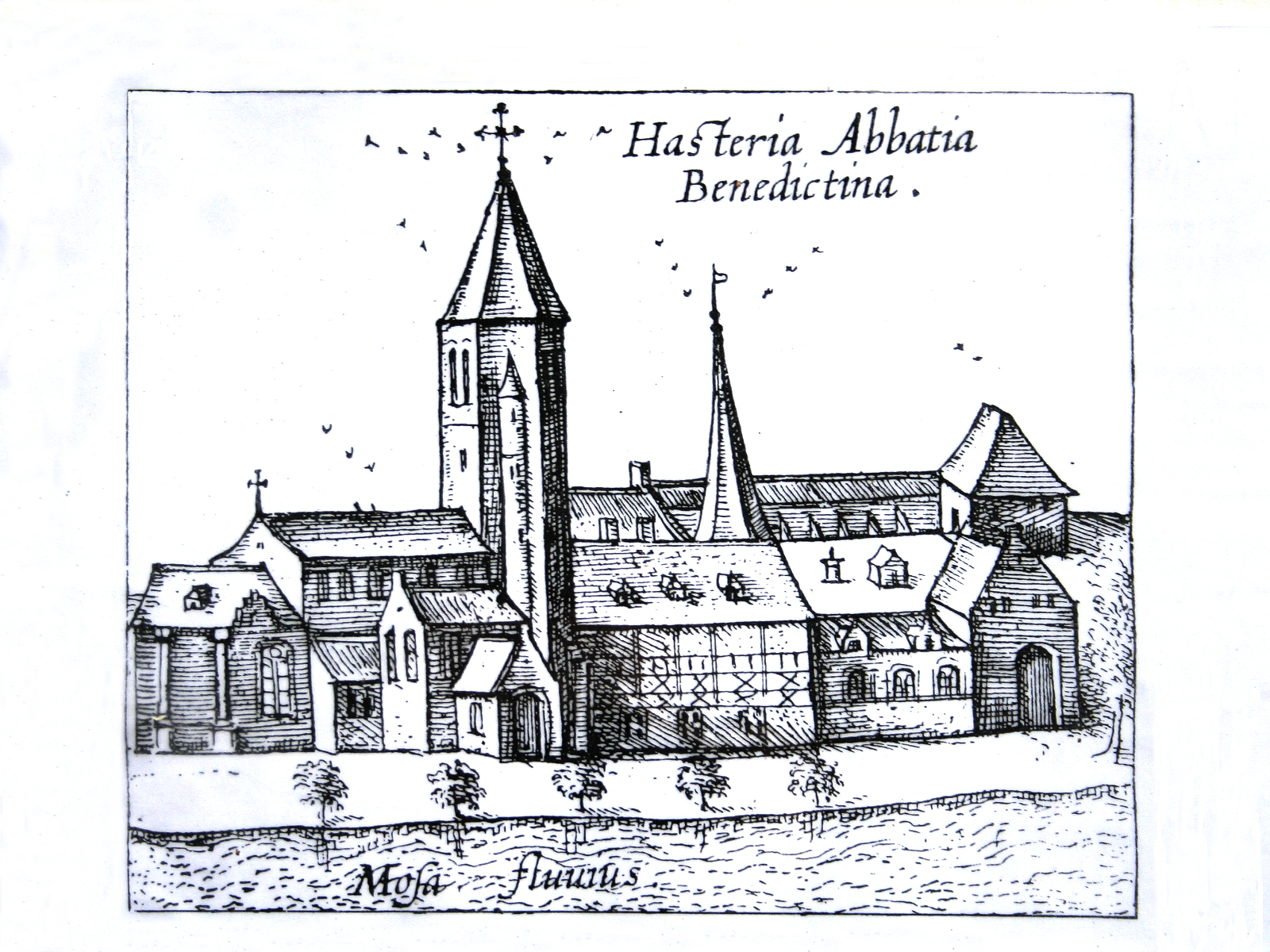
Gravure de l'abbatiale Saint-Pierre (XIe siècle) par Gramaye (1608).

#### Un monument clé de l'époque romane
L’église, avec celle de Celles toute proche (dédiée à Saint-Hadelin) qui nous est parvenue encore plus intacte à travers les âges, à l’instar de Nivelles (plus grande église encore) est un des monuments à partir desquels on a pu déterminer les caractéristiques de l’art roman. L’époque romane coïncide sur la Meuse avec l’autonomie de l’Église, Notger, le démarrage des abbayes riches d’une vie culturelle qui va rayonner sur l’Europe.

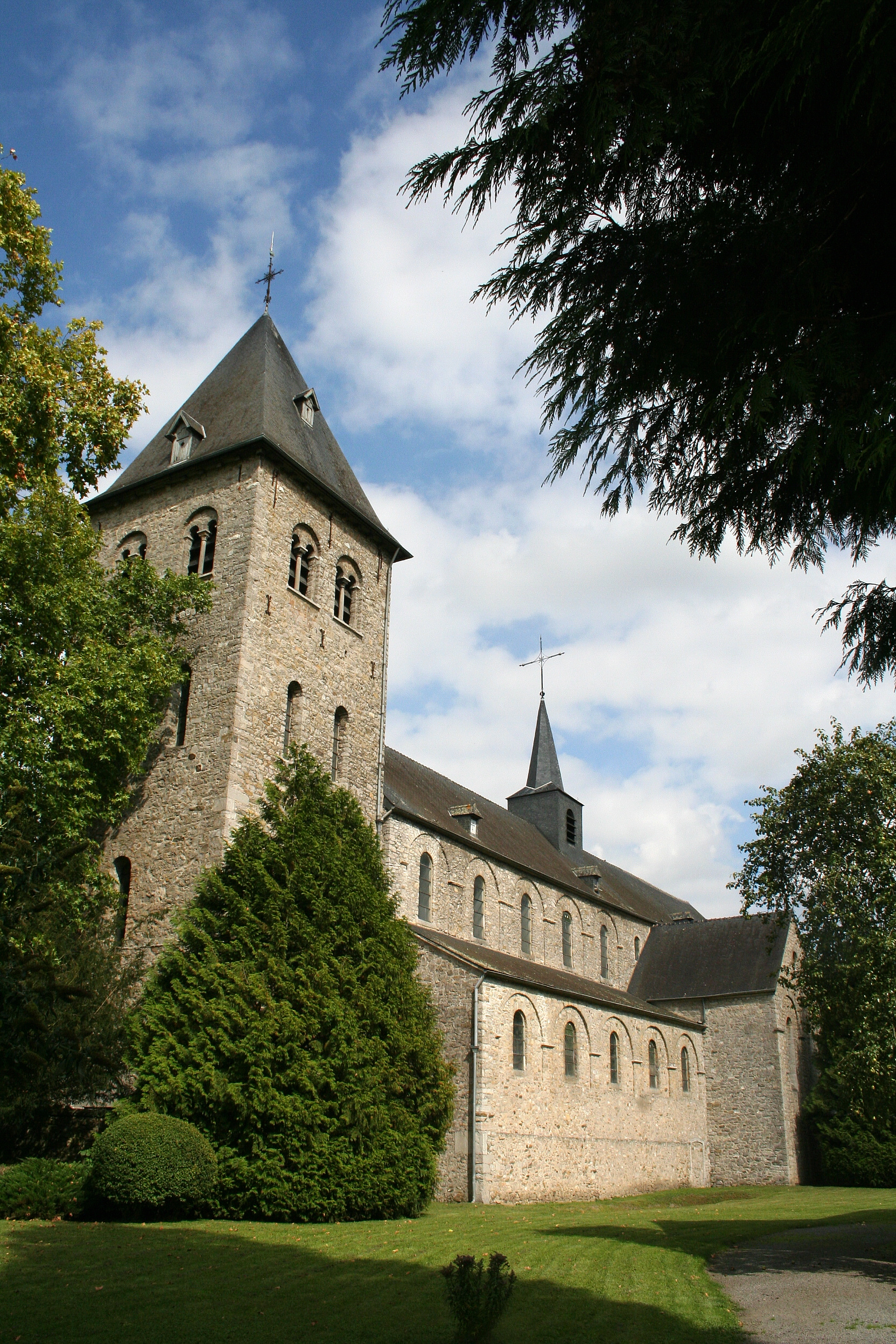
Tour de l'abbatiale Saint-Pierre (XIe siècle).

#### Des signes
Tour massive à l’ouest. Le plafond en bois est plat, comme celui de Nivelles, de Celles, de Lobbes. La nef principale romane est flanquée de bas-côtés. De beaux piliers carrés simples supportent les arcatures en plein cintre. L’abbé Pirotte qui fut longtemps le curé d'Hastière écrit lui-même:  « Si vous avez la chance de monter à l’étage pour voir l’église et ces piliers alors rêvez… Ces piliers, c’est l’homme debout, c’est l’humanité en marche vers la lumière du soleil levant distillée par les grandes fenêtres gothiques (au fond de l’édifice). Le Christ est la lumière… La régularité de ces piliers blancs, c’est la monotonie de la vie, la lourdeur, la pesanteur de l’existence, c’est l’homme s’élevant difficilement vers le spirituel ».

#### Un chœur gothique
Le chœur gothique a été construit entre 1260 et 1264. Il faudrait aussi parler des statues de la Vierge et Saint-Jean dans les fonts baptismaux qui sont de l’école de Lambert Lombard, cet artiste liégeois du XVIe siècle qui a eu son portrait (autoportrait), sur les billets de 100 francs belges jusqu’en 1978 et qui fait irrésistiblement penser au capitaine Haddock. L'église est simple comme tout monument mosan – et complexe ! – enfermant, c’est vrai, une part du trésor culturel de tout le pays mosan ou wallon et, au-delà, d'une civilisation.

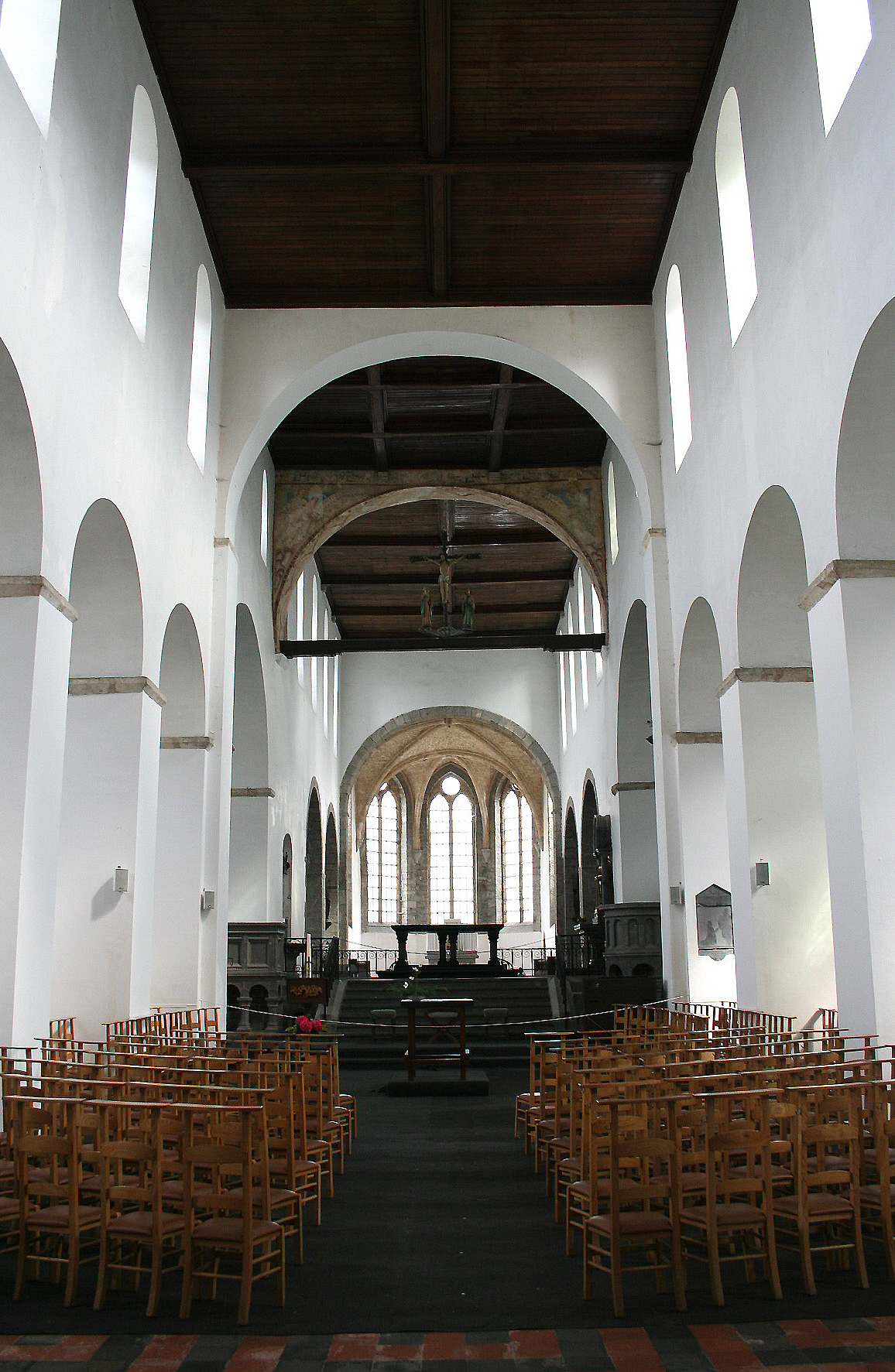
Nef et chœur de l'abbatiale Saint-Pierre.

## Patrimoine et culture

### Patrimoine architectural
- L'abbaye d'Hastière, citée dans une charte de 911, fut fondée par le comte Wigéric de Bidgau. Il en subsiste l'église de style roman, construite en 1033. Son chœur (1264) est, par contre, de style gothique. L'église est un édifice des plus éloquents de la typique architecture mosane post-carolingienne[2].